# Supermax

Cela więzienia Supermax

Supermax – typ nowoczesnego więzienia, w którym zastosowano szerokie środki kontroli nad skazanymi, między innymi stałe monitorowanie oraz identyfikatory pozwalające na zlokalizowanie więźnia. Przykładem jest zakład karny Souza-Baranowski. Liczba więzień tego typu w USA to 31, znajdują się w nich przestępcy skazani za najpoważniejsze przestępstwa. Każdy skazany ma osobną celę, nie kontaktuje się on w żaden sposób z innymi współwięźniami. Cela składa się z łóżka, toalety, prysznica, stolika, stołka, telewizora i wąskiego okienka. Nie odnotowano ucieczek z tego typu więzień. W 2005 roku skazani wygrali proces o niehumanitarne traktowanie (całkowitą izolację). Obecnie odchodzi się od więzień tego typu ze względu na prawdopodobnie wyższy odsetek recydywistów, być może powodowany izolacją i samotnością, które mają gorszy wpływ na resocjalizację. Inne badania jednak przeczą temu poglądowi.